# Viskózová vlákna

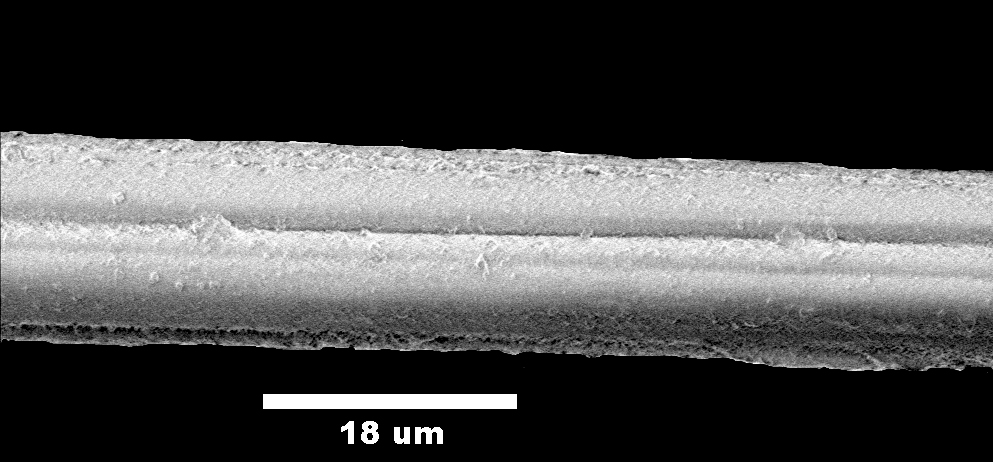
Viskózové vlákno 2800 x zvětšené

Viskózová vlákna (mezinárodní zkratka: CV) jsou výrobky z regenerované celulózy.

## Chemické složení

Zjednodušený vzorec molekuly celulózy

Celulóza, jako základní surovina pro výrobu viskózy, je přírodní polymer, tedy organická sloučenina s molekulovým řetězcem.
Viskóza se získává regenerací celulózy.

## Historický vývoj
V roce 1855 objevil Švýcar Audemars nitrocelulozu, ze které Hilaire de Chardonnet v roce 1884 poprvé vyrobil textilní vlákno. Na technologii obdržel francouzský patent a začal vlákno průmyslově vyrábět.
Ve 20. století bylo vyvinuto několik druhů modifikovaných viskózových vláken:
- polynozické (1951 Japonsko)[3]
- vlákno s vysokou pevností za mokra (HWM) 1960[4]
- vlákno Tencel (zvlákňování v rozpouštědle) 1992[5]

Spotřeba viskózových vláken byla celosvětově poprvé zaznamenána v roce 1930 s cca 240 000 tunami, v roce 1960 se odhadovala na 2 miliony tun a v roce 1973 na 4 miliony tun. V roce 2014 dosáhla spotřeba 6 milionů tun, na jejich výrobě se podílelo asi 30 firem Jednou z největších je rakouská firma Lenzing AG (17% podíl), ke které patří také závod v moravskoslezském Paskově (258 000 tun celulózy). V roce 2021 dosáhly celosvětové výnosy z prodeje viskózových vláken 15 miliard USD.

## Výroba

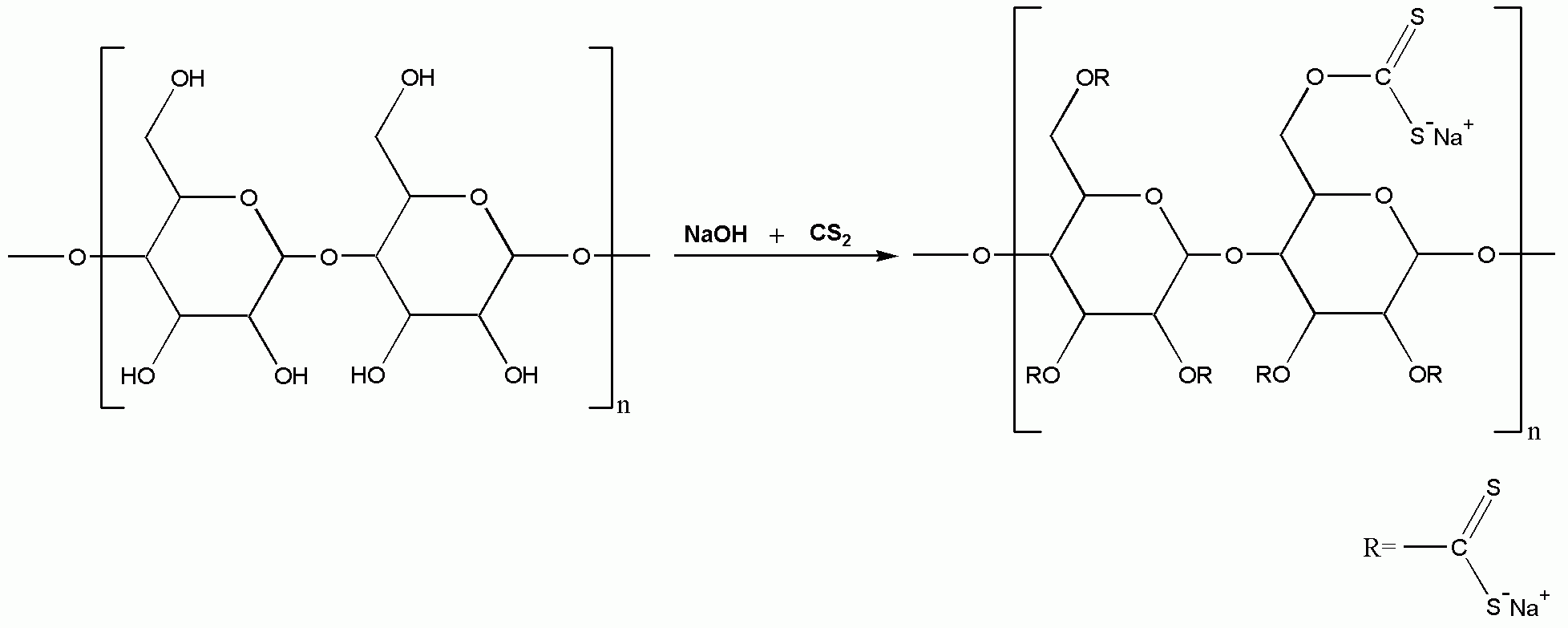
Schéma výroby viskózy z celulózy použitím hydroxidu sodného a sulfidu uhličitého

Surovina k výrobě viskózového vlákna je celulóza vyrobená síranovou technologií z bukového (v Evropě) nebo smrkového a eukalyptového dřeva (v Asii).
Z celulózy se rozpuštěním v hydroxidu sodném v přítomnosti sirouhlíku CS2 tvoří xanthogenát, ze kterého po průchodu tryskou v lázni z kyseliny sírové a síranu zinečnatého vzniká nepřetržitě textilní vlákno. Vlákno se potom zjemňuje dloužením, chemicky upravuje a případně stříhá na délku podle podmínek dalšího použití.
Vedle základního typu vlákna se (zpravidla s pomocí chemické úpravy zvlákňovací lázně) vyrábějí modifikované druhy, např. lyocell, vysoce pevná, polynozická, vlákna se sníženou hořlavostí (FR) aj.
Na jednu tunu viskózových vláken se spotřebují asi tři tuny dřeva.
Vlákna se vyrábějí v jemnostech 0,9 – 28 dtex, filamenty od 6,7 tex f18 až do 200 tex f700.
Většina vláken se stříhá na délku 20–60 (hlavně ke zpracování na bavlnářské příze),  na začátku 21. století se asi 10 % zpracovává na netkané textilie a 15 % vláken se vyrábí ve formě filamentu.

## Vlastnosti
Viskózová vlákna všech druhů mají specifickou hmotnost 1,52 cN/cm³ a vysokou navlhavost (26–28 %).
Standardní vlákna mají nízkou pevnost a vysokou tažnost za mokra, jsou srážlivá při vyšších teplotách a hořlavá. Snadno se barví a bělí, po vyprání mají jen nízký sklon ke třepení a žmolkování.
Průměrná cena viskózových vláken dosahovala ve druhé dekádě 21. století cca 2 USD/kg.
Srovnání fyzikálně mechanických vlastností některých druhů viskózových vláken s bavlnou:
| Druh vlákna                     | standardní | HWM (vlákno s vysokou pevností za mokra) | polynozická | tencel | vysoce pevná (kordový filament) | bavlna  |
| ------------------------------- | ---------- | ---------------------------------------- | ----------- | ------ | ------------------------------- | ------- |
| Pevnost za sucha (cN/tex)       | 12–18      | 30–35                                    | 30–50       | 40–44  | 42–70                           | 20–40   |
| Tažnost za sucha (%)            | 15–30      | 15–30                                    | 8–18        | 14–16  | 7–15                            | 7–9     |
| Pevnost za mokra (% suché pev.) | 55–65      | 70–80                                    | 70–80       | 85     | 70–80                           | 110–120 |
| Tažnost za mokra (%)            | 110–130    | 120–150                                  | 120–150     | 110–10 | 150–200                         | 7–11    |

## Použití

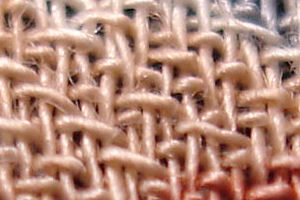
Detail tkaniny z viskózové příze (cca 50x zvětšeno)

- Staplové příze z viskózové stříže se vyrábějí převážně ze směsi s přírodními a umělými vlákny v jemnostech asi do 10 tex.[14]

Tkaniny a pleteniny z nich se používají na svrchní ošacení, spodní prádlo, bytové a dekorační textilie a ručně pletací příze
- Filamentové příze se zpracovávají tkaním (asi 80 %) nebo pletením s použitím především na podšívkovinu, pneumatikové kordy
- Netkané textilie z viskózových vláken jsou známé hlavně ze zdravotnických potřeb[11]

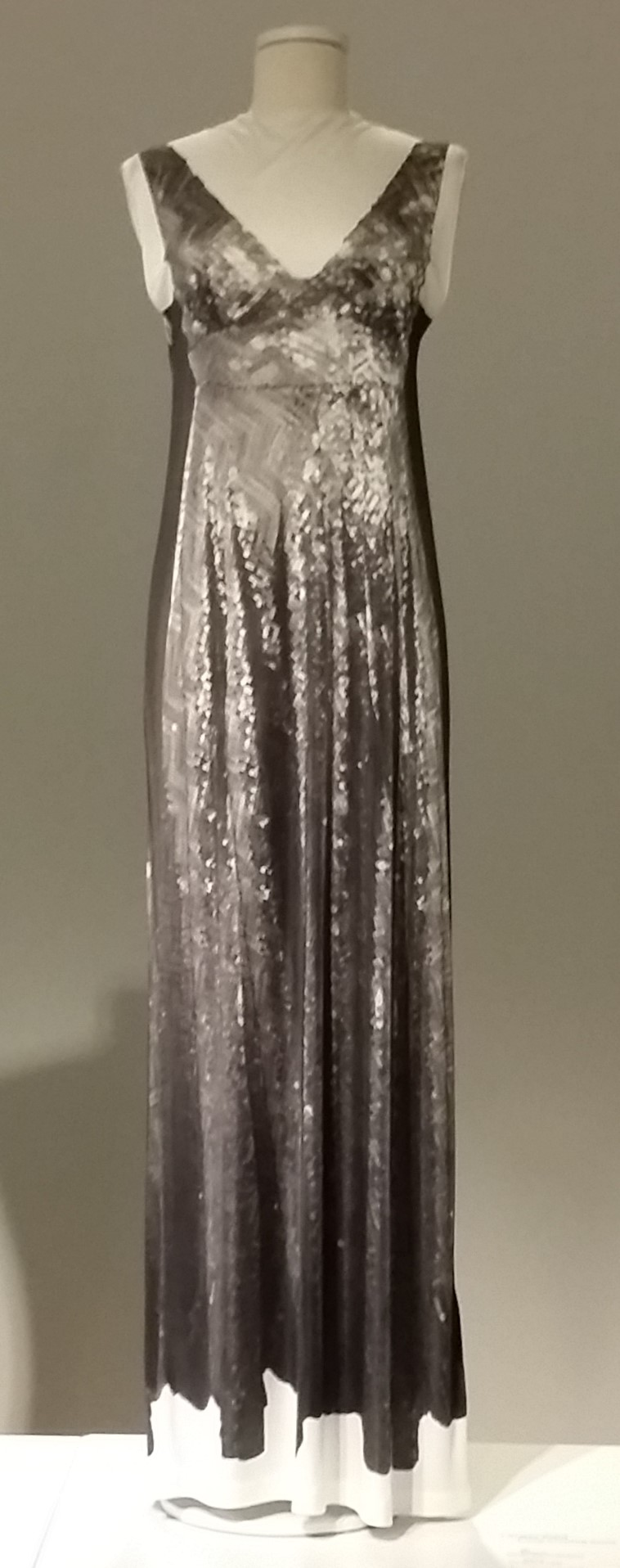
Potiskovaná viskózová pletenina (večerní šaty z roku 2012)